# Gymnophora verrucata
Gymnophora verrucata är en tvåvingeart som beskrevs av Schmitz 1927. Gymnophora verrucata ingår i släktet Gymnophora och familjen puckelflugor. Inga underarter finns listade i Catalogue of Life.